# Strużańskie wieczory poezji

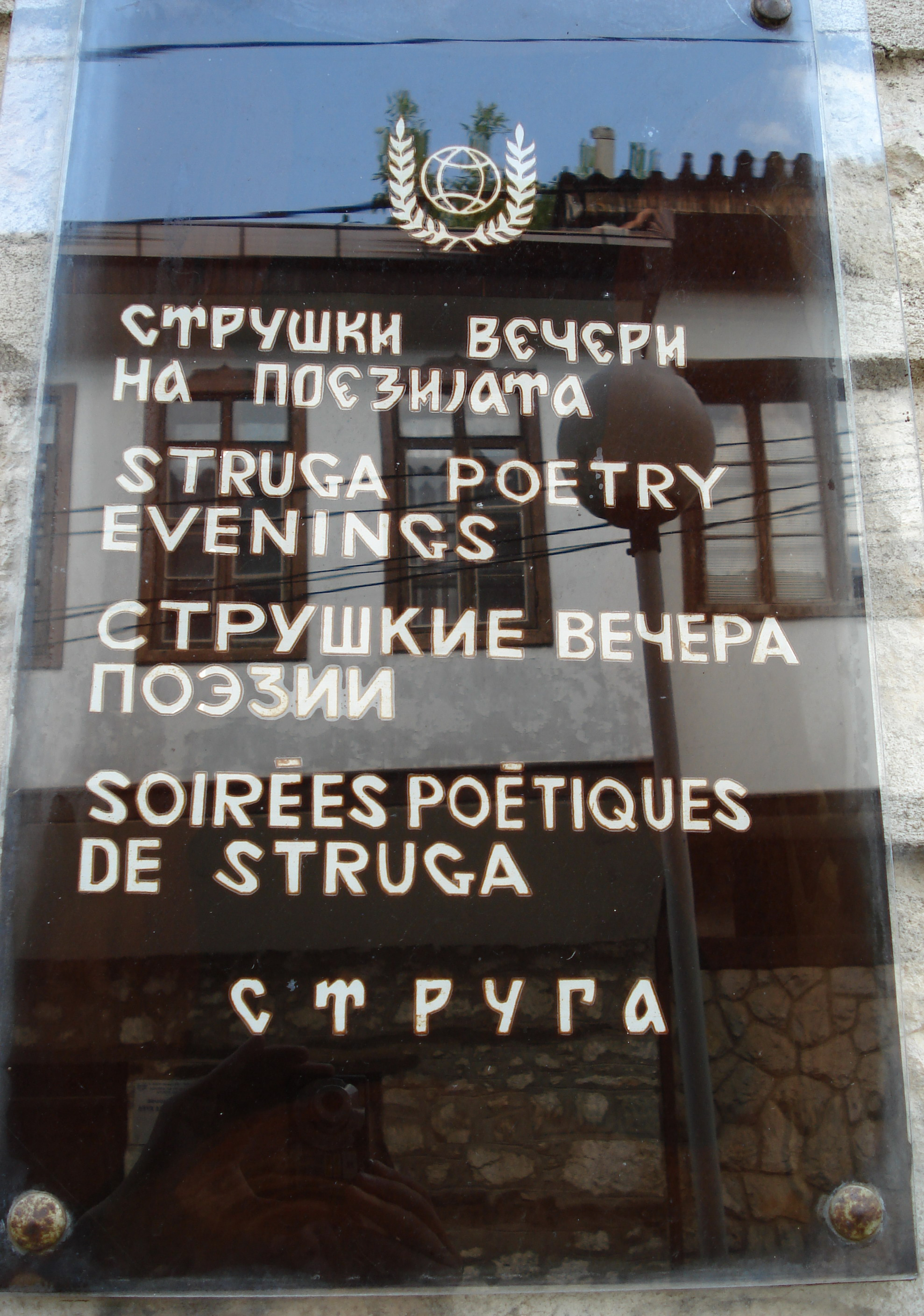
Biuro organizacyjne Festiwalu

Strużańskie wieczory poezji (maced. Струшки Вечери на Поезијата) – międzynarodowy festiwal poezji odbywający się corocznie w mieście Struga w Macedonii Północnej.

## Historia festiwalu

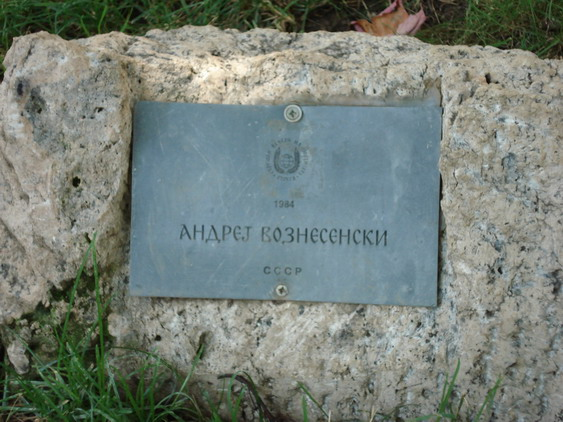
Plakieta upamiętniająca Andrieja Wozniesienskiego, laureata festiwalu w 1984 r.

Po raz pierwszy spotkanie poetów w Strudze odbyło się w 1962 - uczestniczyli w nim wyłącznie poeci macedońscy. Rok później wzięli w nim udział poeci z całej Jugosławii. Wtedy też ufundowano po raz pierwszy nagrodę im. braci Miladinow (Браќа Миладиновци) za najlepszy tomik poezji, opublikowany pomiędzy dwiema edycjami festiwalu.
Od 1966 festiwal nabrał charakteru międzynarodowego, a najlepszego poetę uhonorowywano Złotym Wieńcem (Златен Венец на Поезијата). Pierwszym laureatem tej nagrody został rosyjski poeta Robert Rożdestwienski. W 1968, we współpracy z UNESCO kierownictwo Festiwalu ufundowało kolejną nagrodę za najlepszy debiut poetycki młodego autora. 
W czasie kilkudziesięciu lat trwania festiwalu gościł on ponad 4000 poetów, tłumaczy i krytyków z 95 państw świata. W gronie nagrodzony w Strudze poetów byli m.in. Iosif Brodski, Eugenio Montale, Pablo Neruda i Seamus Heaney. Wśród nagrodzonych byli dysydenci (Iosif Brodski, Bułat Okudżawa), ale także amerykański beatnik Allen Ginsberg. W 1987 Złotym Wieńcem uhonorowano polskiego poetę Tadeusza Różewicza, a w 2018 Adama Zagajewskiego.
Imiona zwycięzców konkursu znajdują się na tablicach pamiątkowych w pobliżu Strużańskiego Centrum Kultury.
Biura organizacyjne Festiwalu znajdują się w Skopju i w Strudze. W skład Komitetu Organizacyjnego wchodzą poeci, krytycy, a także filolodzy.  
W 2011 otrzymał Order za Zasługi dla Republiki Macedonii.

## Laureaci Złotego Wieńca
- 1966: Robiert Rożdiestwienski (ZSRR)
- 1967: Bułat Okudżawa (ZSRR)
- 1968: László Nagy(inne języki) (Węgry)
- 1969: Mak Dizdar (Jugosławia)
- 1970: Miodrag Pavlović (Jugosławia)
- 1971: W.H. Auden (USA)
- 1972: Pablo Neruda (Chile)
- 1973: Eugenio Montale (Włochy)
- 1974: Fazıl Hüsnü Dağlarca (Turcja)
- 1975: Léopold Sédar Senghor (Senegal)
- 1976: Eugène Guillevic(inne języki) (Francja)
- 1977: Artur Lundkvist (Szwecja)
- 1978: Rafael Alberti (Hiszpania)
- 1979: Miroslav Krleža (Jugosławia)
- 1980: Hans Magnus Enzensberger (Niemcy)
- 1981: Błaże Koneski (Jugosławia)
- 1982: Nichita Stănescu (Rumunia)
- 1983: Sachchidananda Hirananda Vatsyayan Agyey (Indie)
- 1984: Andriej Wozniesienski (ZSRR)
- 1985: Yiannis Ritsos (Grecja)
- 1986: Allen Ginsberg (USA)
- 1987: Tadeusz Różewicz (Polska)
- 1988: Desanka Maksimović (Jugosławia)
- 1989: Thomas W. Shapcott(inne języki) (Australia)
- 1990: Justo Jorge Padrón (Hiszpania)
- 1991: Iosif Brodski (USA)
- 1992: Ferenc Juhász (Węgry)
- 1993: Giennadij Ajgi (Rosja)
- 1994: Ted Hughes (Wielka Brytania)
- 1995: Jehuda Amichaj (Izrael)
- 1996: Makoto Ooka(inne języki) (Japonia)
- 1997: Adonis (Syria)
- 1998: Lu Yuan(inne języki) (Chiny)
- 1999: Yves Bonnefoy (Francja)
- 2000: Edoardo Sanguineti (Włochy)
- 2001: Seamus Heaney (Irlandia Północna)
- 2002: Slavko Mihalić(inne języki) (Chorwacja)
- 2003: Tomas Tranströmer (Szwecja)
- 2004: Vasco Graça Moura (Portugalia)
- 2005: William S. Merwin (USA)
- 2006: Nancy Morejón(inne języki) (Kuba)
- 2007: Mahmud Darwisz (Palestyna)
- 2008: Fatos Arapi (Albania)
- 2009: Tomaž Šalamun (Słowenia)
- 2010: Ljubomir Lewczew(inne języki) (Bułgaria)
- 2011: Mateja Matewski (Macedonia)
- 2012: Mongane Wally Serote(inne języki) (RPA)
- 2013: Jose Emilio Pacheco (Meksyk)
- 2014: Ko Un (Korea Południowa)
- 2015: Bei Dao (Chiny)
- 2016: Margaret Atwood (Kanada)
- 2017: Charles Simic (USA)
- 2018: Adam Zagajewski (Polska)[2]
- 2019: Ana Blandiana (Rumunia)[3]
- 2020: Amir Or(inne języki) (Izrael)[4]
- 2021: Carol Ann Duffy (Wielka Brytania)[5]
- 2022: Shuntarō Tanikawa(inne języki) (Japonia)[6]
- 2023: Vlada Urošević (Macedonia)
- 2024: Jean-Pierre Siméon (Francja